# Pseudohostus squamosus
Genre
Espèce
Pseudohostus squamosus, unique représentant du genre Pseudohostus, est une espèce d'araignées aranéomorphes de la famille des Oxyopidae.

## Distribution
Cette espèce est endémique d'Australie-Méridionale.

## Publication originale
- Rainbow, 1915 : Arachnida collected in north-western South Australia. Transactions and Proceedings of the Royal Society of South Australia, vol. 39, p. 772-793 (texte intégral).